# Not So Soft
Not So Soft es el segundo álbum de estudio editado por la cantante y compositora Ani DiFranco, lanzado en 1991.

## Lista de canciones
Todas las canciones compuestas por Ani DiFranco.
1. "Anticipate" – 3:16
2. "Rockabye" – 4:28
3. "She Says" – 3:32
4. "Make Me Stay" – 3:06
5. "On Every Corner" – 4:15
6. "Small World" – 3:39
7. "Not So Soft" – 1:57
8. "Roll With It" – 3:44
9. "Itch" – 2:58
10. "Gratitude" – 3:09
11. "The Whole Night" – 2:42
12. "The Next Big Thing" – 3:36
13. "Brief Bus Stop" – 3:36
14. "Looking for the Holes" – 3:31

## Personal
- Ani DiFranco – Guitarra acústica, voz, conga, efectos de sonido

## Producción
- Productores – Ani DiFranco, Dale Anderson
- Ingeniero – Tony Romano
- Edición – Tony Romano, Don Wilkinson
- Arreglos – Ani DiFranco
- Arte del álbum – Ani DiFranco, Suzi McGowan
- Diseño de cubierta – Ani DiFranco
- Fotografía – Scot Fisher, Karen Richardson
- Typesetting – Suzi McGowan